# 境川 (山武市)
境川（さかいがわ）は、千葉県山武市を流れる二級河川。作田川水系作田川の支流である。

## 地理

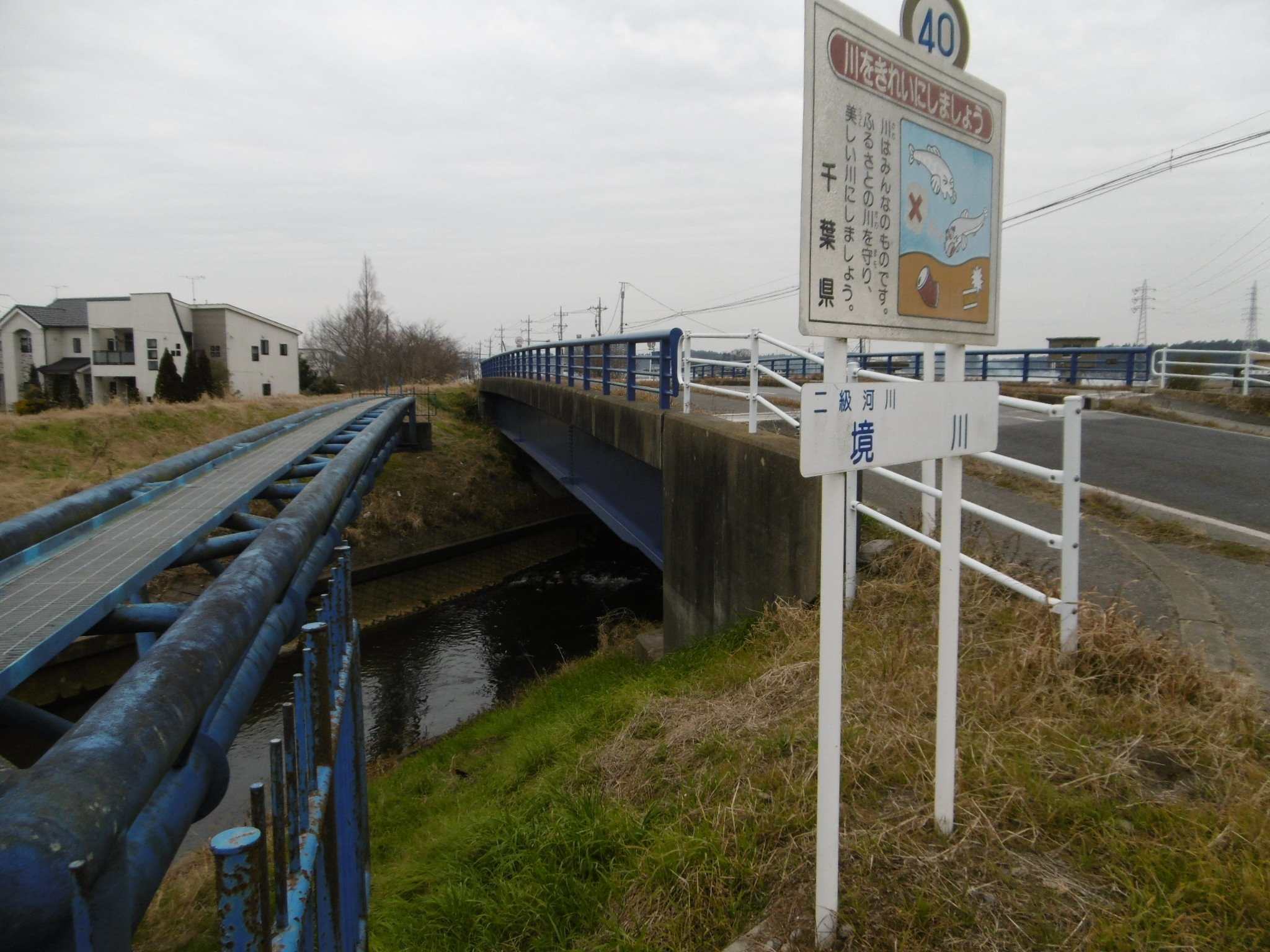
千葉県道121号(右)と交差する境川。(2016年1月)

千葉県山武市横田に源を発し、水田の間を流れ山武市街を通り山武市富口付近で作田川に合流する。

## 名称の由来
この川が大和朝廷と蝦夷の地の境であったからだと言われ、日本武尊が命名したとされている。日本書紀卷第七景行天皇四十年十月の条には「爰に日本武尊、即ち上総より転りて、陸奥国に入りたまふ。時に大きなる鏡を王船に懸けて、海路より葦浦に廻る。横に玉浦を渡りて、蝦夷の境に至る。」との記述がありそれがこの地であると言われる。当時の境川は、現在の作田川とは別個の川として玉浦に注いでいたであろうことは想像に難くない。

## 交差する交通
- 首都圏中央連絡自動車道
- 国道126号
- 千葉県道118号成東山武線
- 千葉県道121号成東鳴浜線
- JR総武本線(成東駅付近)